# 모용외
모용외(慕容廆, 269년 ~ 333년) 오호십육국시대 선비족(鮮卑族) 모용부(慕容部)의 수장으로 훗날 전연(前燕)을 세운 모용황(慕容皝)의 아버지이다. 전연이 건국된 이후 고조(高祖) 선무제(宣武帝)로 추존되었다.

## 생애
모용외는 269년 모용부의 대인(大人)인 모용섭귀(慕容涉歸)의 차남으로 태어났다. 283년에 모용섭귀가 죽자 그의 동생 모용내(慕容耐)가 정권을 장악하고 모용외를 죽이려 하였으나 모용외가 요동으로 달아나 목숨을 건졌다. 285년에 모용내가 국인(國人)에 의해 살해되자 모용외가 대인으로 추대되었다.
모용외는 선비족의 우문부(宇文部)와 사이가 좋지 않아 공격하려 하였으나 서진(西晉)에서 허락하지 않았다. 이에 서진과 적대하게 된 모용외는 유주(幽州) 일대를 공격하여 노략질하였다. 서진 무제(武帝)는 모용외를 공격하여 격파하였으나 노략질은 계속되었다. 또한 서기 285년 부여(扶餘)를 공격하여 부여왕 의려(依慮)를 자살하게 하였다. 서진은 부여에 원군을 파견하여 모용외를 격파하였으며, 모용외는 289년에 서진에 복속하였다. 서진은 모용외를 선비도독(鮮卑都督)에 임명하였으며, 모용외는 우문부, 단부(段部)의 침입을 피해 도하(徒河)의 청산(靑山)으로 본거지를 옮겼다. 294년에는 다시 본거지를 극성(棘城)으로 옮겼다.
307년, 모용외는 선비대선우(鮮卑大單于)를 자칭하였으며, 혼란에 빠진 서진에서 유민들이 모용외에게 귀부하여 오는 것을 적극적으로 받아들여 국력을 크게 키웠다. 이에 서진의 평주자사(平州刺史) 최비(崔毖)가 유민들에게 돌아올 것을 종용하였으나 유민들이 듣지 않자 모용외가 억류하고 있는 것이라고 생각하였다. 318년에 우문부, 단부, 고구려(高句麗)를 끌어들여 모용외를 협공하게 하였는데 모용외는 삼국의 군사를 이간질시켜 위기를 벗어나고 우문부의 군대를 크게 격파하였다. 이에 최비는 모용외의 보복을 두려워하여 결국 319년에 고구려로 망명하였으며, 모용외는 요동을 차지하게 되었다. 이후 모용외는 고구려와 적대하여 여러 차례 교전하였다.
320년에 동진(東晉)은 모용외를 안북장군·평주자사(安北將軍平州刺史)로 삼았으며, 이후 모용외는 동진에 충성하여 후조(後趙)와 대립하였다. 321년에는 동진에서 모용외에게 도독유평이주동이제군사·거기장군·평주목·요동공(都督幽平二州東夷諸軍事車騎將軍平州牧遼東公)을 제수하였다. 325년에는 후조에 복속하였던 우문부가 석륵(石勒)의 명령에 따라 모용외를 공격하였으나 패하였으며, 오히려 반격을 당하여 큰 피해를 입었다.
333년에 사망하였다.

## 가계

### 아내
- 무선황후(武宣皇后) 단씨(段氏)

### 아들
- 모용한(慕容翰) - 장남
- 모용인(慕容仁) - 차남
- 모용황(慕容皝) - 3남
- 모용소(慕容昭) - 모용황의 동복동생
- 모용유(慕容幼) - 모용황의 이복동생
- 모용치(慕容稚) - 모용황의 이복동생
- 모용군(慕容軍) - 모용황의 이복동생
- 모용한(慕容汗) - 모용황의 이복동생
- 모용평(慕容評) - 모용황의 이복동생
- 모용표(慕容彪) - 모용황의 이복동생

### 딸
- 모용씨(慕容氏) - 탁발십익건의 아내

## 참고 문헌
- 《위서(魏書)》
- 《진서(晉書)》
- 《자치통감(資治通鑑)》

| 전임 모용내 | 모용부의 족장 모용외 | 후임 모용황 |